# Tullio Lanese
Tullio Lanese (født 10. januar 1947, død 1. marts 2025) var en italiensk fodbolddommer. Han dømte fra 1985 til 1991 internationale kampe under det internationale fodboldforbund, FIFA. Han dømte finalen i Mesterholdenes Europa Cup 1990-91 mellem Røde Stjerne Beograd og Olympique Marseille. En kamp som Røde Stjerne Beograd vandt efter straffesparkskonkurrence.
Efter sin aktive dommerkarriere blev Lanese ansat som chef for det italienske fodbolddommerforbund, men måtte træde tilbage til fordel for Pierluigi Collina pga. sin deltagelse i den italienske Calciopoli-skandale fra 2006 om matchfixing i de højeste italienske fodboldrækker.

## Karriere

### VM 1990
- Brasilien  –  Sverige 2-1 (gruppespil).
- Sydkorea  –  Uruguay 0-1 (gruppespil).
- Cameroun  –  Colombia 2-1 (ottendedelsfinale).

### EM 1992
- Sverige  –  Tyskland 2-3 (semifinale).

## Kampe med danske hold
- Den 15. november 1989: Kvalifikation til VM 1990: Rumænien – Danmark 3-1.